# Ukraińska Partia Radykalna (1904)
Ukraińska Partia Radykalna – ukraińska partia polityczna utworzona w końcu 1904 w Kijowie.
Powstała z grupy, która oddzieliła się od Ukraińskiej Partii Demokratycznej. Członkami partii byli: Borys Hrinczenko, Serhij Jefremow, Modest Łewyćkyj, Fedir Matuszewśkyj i inni.
Partia walczyła o ustanowienie w Rosji monarchii konstytucyjnej, oraz o prawo Ukrainy do autonomii w obrębie Imperium Rosyjskiego. Partia skupiała swoją działalność na wydawaniu broszur politycznych, drukowanych we Lwowie i Petersburgu.
Mając marginalne znaczenie, partia w jesieni 1905 połączyła się z Ukraińską Partią Demokratyczną, tworząc Ukraińską Partię Demokratyczno-Radykalną.